# Iberia tiền sử
Thời kỳ tiền sử trên bán đảo Iberia bắt đầu khi người hominin đến đây vào khoảng 1,2 triệu năm về trước và kết thúc đánh dấu bởi các cuộc chiến tranh Punic, khi vùng đất này bước vào thời kỳ sử thành văn. Trong giai đoạn lâu dài này, một vài trong số những kỳ quan có ý nghĩa được người Neanderthal xây dựng, với những nghệ thuật đồ đá cũ ấn tượng nhất, cùng với miền nam Pháp, là cái nôi của các nền văn minh sớm nhất ở Tây Âu và cuối cùng trở thành mục tiêu thuộc hấp dẫn cho việc chiếm đóng vì vị trí chiến lược của nó và giàu tài nguyên.